# Thiepval-Kaserne
Die Thiepval-Kaserne ist ein Gebäudekomplex in der Tübinger Südstadt, der zwischen der Hegelstraße (im Norden) und der Schellingstraße (im Süden) unweit des Tübinger Hauptbahnhofs liegt, wobei die Achse des Hauptgebäudes der Kaserne sich mit der Achse des Bahnhofs deckt. Im Osten wird das Areal von der Steinlachallee abgegrenzt, im Westen gibt es keine besondere Abgrenzung zu den sich dort befindenden Wohngebäuden. Die Kaserne wurde in den 1870er Jahren für die Württembergische Armee erbaut. Seit 1980 wird der Gebäudekomplex ausschließlich zivil genutzt.

## Name

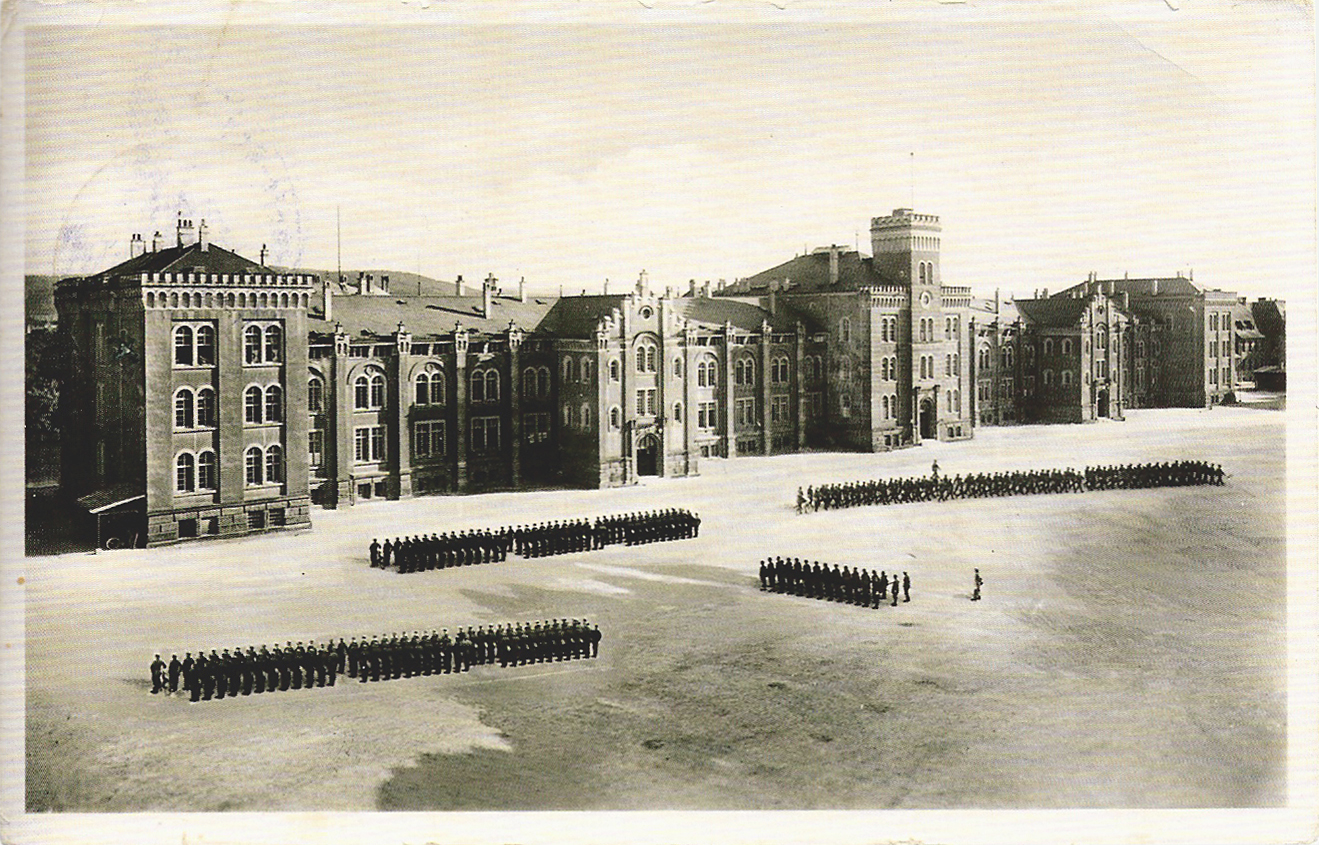
Hauptgebäude der Thiepval-Kaserne, 1939

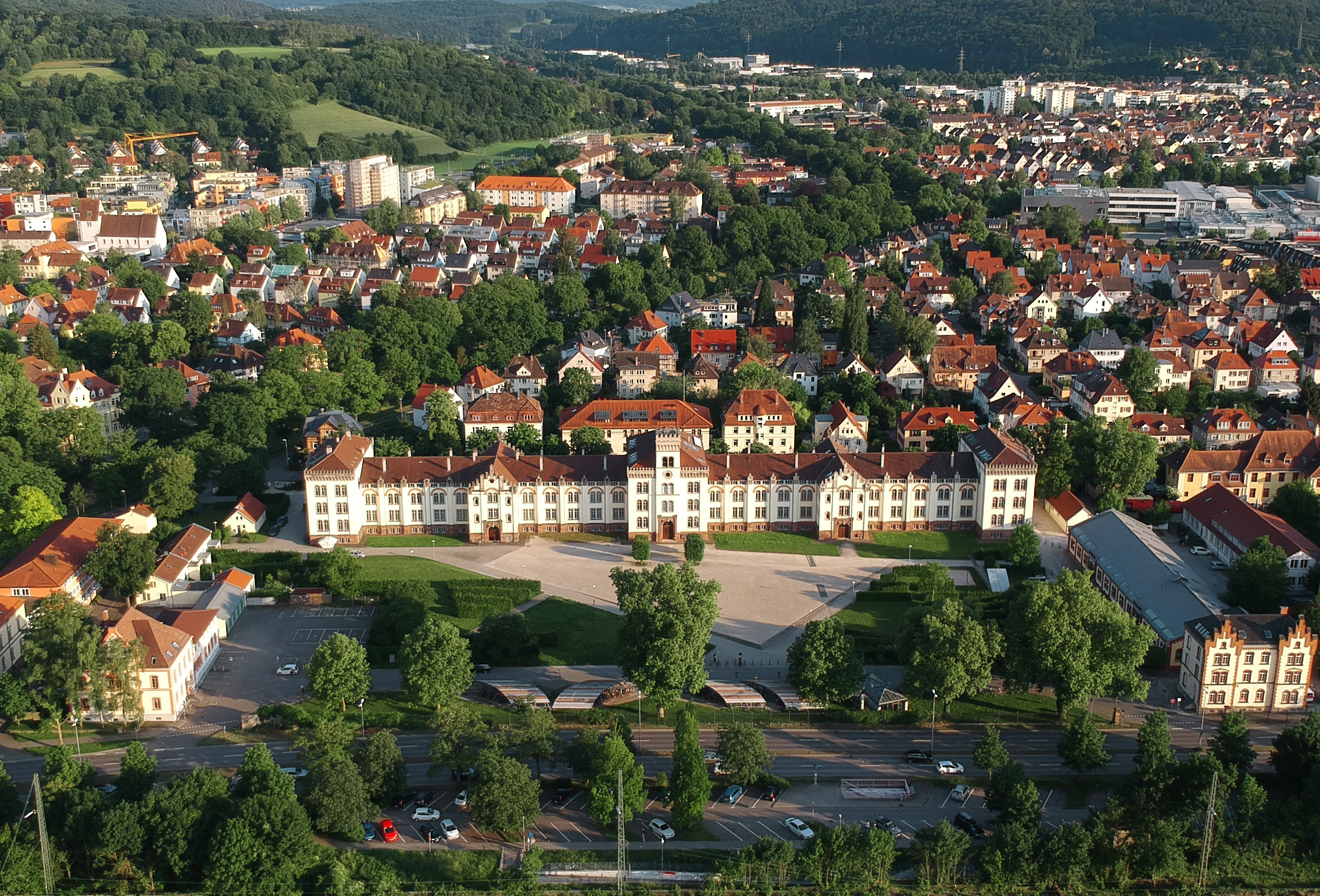
Thiepval-Kaserne mit Vorplatz

Ursprünglich wurde die Thiepval-Kaserne Infanterie-Kaserne genannt. Nach dem Bau der Loretto-Kaserne (1914), die man damals Neue Kaserne nannte, wurde diese zur Unterscheidung Alte (Infanterie-)Kaserne genannt. Im Rahmen der Umbenennung von Kasernen in Tübingen gaben die Nationalsozialisten im Jahre 1938 der Kaserne den heutigen Namen „zu Ehren der großen Heldentaten des Regiments bei und im Dorfe Thiepval“. Um das kleine Dorf, gelegenen in der Nähe der Gemeinde Pozières in der französischen Picardie führten französische, deutsche und britische Soldaten im Ersten Weltkrieg einen verlustreichen (72.000 Gefallene) Stellungskrieg, die sogenannte Schlacht an der Somme. Auf deutscher Seite war dabei in besonderem Maße württembergische Infanterie beteiligt, u. a. das in Tübingen stationierte 10. Württembergische Infanterie-Regiment Nr. 180. Der neue Name sollte Rachegelüste und Revanchegedanken der dort untergebrachten Wehrmachtssoldaten anheizen.

## Militärische Nutzung

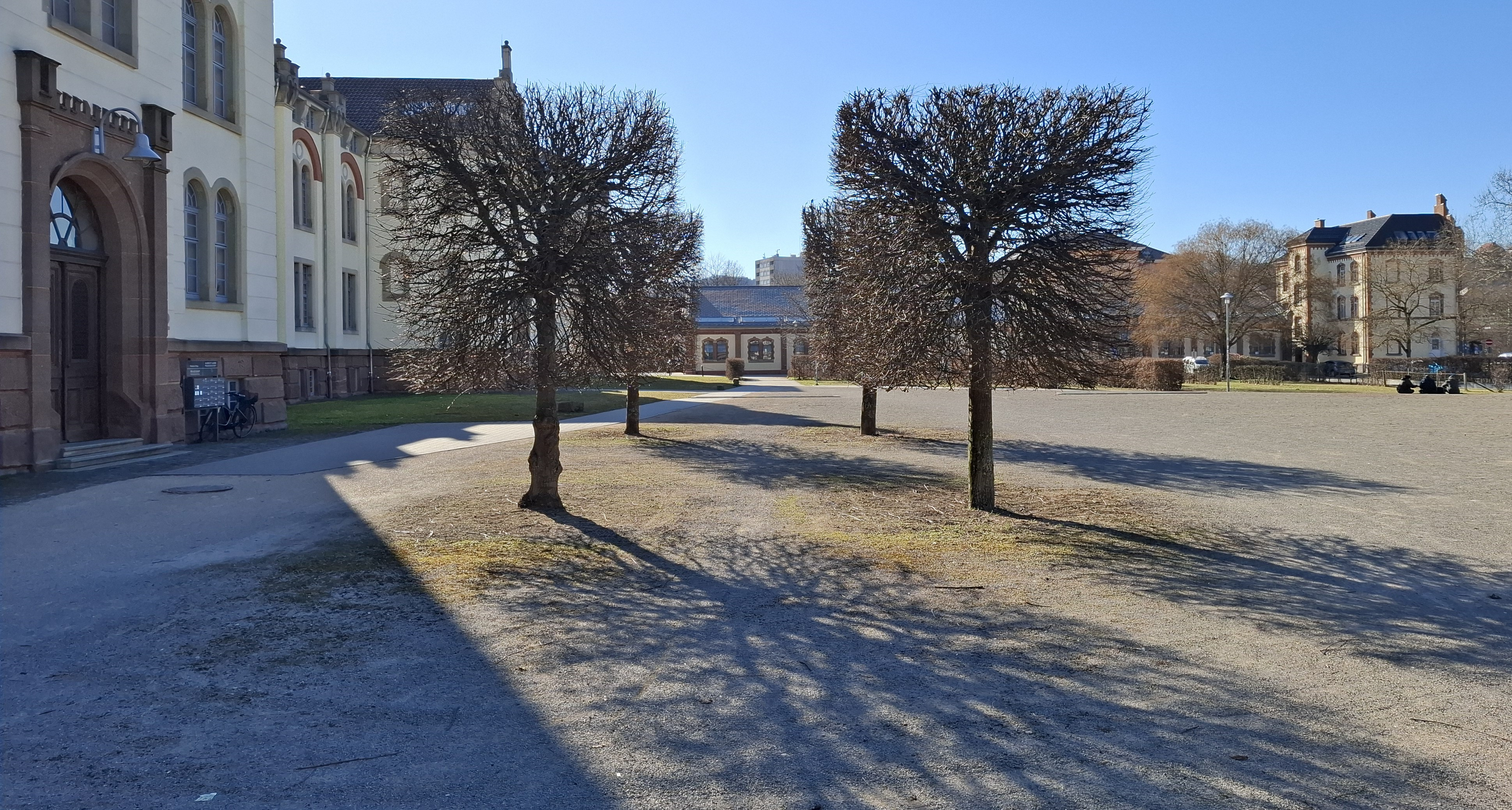
Platz vor dem Hauptgebäude am Morgen

Die Kaserne wurde in der Zeit von 1873 bis 1875, aus Mitteln der französischen Reparationszahlungen auf einem von der Stadt Tübingen unentgeltlich zur Verfügung gestellten Grundstück errichtet. Die Stadt verlor auf diese Weise ein großes Bauareal, auf dem Rossmarkt abgehalten wurde, erhoffte sich aber einen Zuwachs des politischen Ansehens und neue wirtschaftliche Impulse. Außerdem wollte man die Attraktivität der Universität erhöhen – die Studenten konnten ihren einjährigen Militärdienst in Tübingen ableisten. Die Gebäude wurden von dem Architekten, dem württembergischen Oberbaurat und Professor Alexander von Tritschler entworfen, der dabei das preußische Kaserenenbaureglemnet berücksichtigte und durch eine Anlehnung an italienische Kastelle und Paläste der Frührenaissance eine imposante schlossartige Anlage schaffen wollte. Die Bauleitung übernahm der Bauinspektor Richard Otto Bok, auf den möglicherweise Details der Ausführung zurückgehen. Das Hauptgebäude, das ein verputzter Backsteinbau mit Werksteingliederung mit einer Länge von 155 m ist, wurde nach seiner Fertigstellung am 27. Oktober 1875 offiziell eröffnet, indem die Füsiliere des 7. Württembergischen Infanterieregiments festlich „unter Musik und Trommelschlag und nochmaligen Begrüßungssalven vom Schlosse, begleitet von einem dichtgedrängten Schwarm von Zuschauern, durch die Neckar- und Karlstraße“ darin einmarschierten. Die Kaserne war für die Unterbringung von 540 Soldaten konzipiert. Es war nicht nur die erste Kaserne in Tübingen, die Tübingen zu einer Garnisonsstadt erhob, sondern auch das erste neuzeitliche Kasernenneubau in Württemberg und das erste Bauwerk dieser Art nach der Reichsgründung.
Als Nebengebäude wurden ein Kohlenschuppen, Leichenhaus, Stallungen und die Aborte errichtet. Ein Lazarett wurde 1875/76 erbaut und wurde anfangs zur Aufnahme von etwa 25 Kranken ausgelegt. Beim Ausbruch von Epidemien war es überfordert, infolgedessen musste die Garnison während der Typhus-Epidemien von 1877 und 1898 zwei Mal aus Tübingen verlegt werden. Neben dem Lazarett wurde 1897 ein Bürogebäude für die Garnisonverwaltung erbaut. Das ganze Gelände wurde nachträglich von einer Mauer umgeben – der Kasernenhof wurde im Oktober 1898 mit der „Mauer und eisernen Zaun“ abgeschlossen. An der Nord- und Südseite wurden neue Straßen mit passenden Straßennamen Kasernenstraße (heute Hegelstraße) und Militärstraße (heute Schellingstraße) angelegt. Im April 1897 wurde das 7. Württembergische Infanterieregiment durch das 1. Bataillon des 10. Württembergischen Infanterie-Regiments ersetzt. Von 1913 bis 1914 wurde ein Stabsgebäude an der Militärstraße ergänzt. Nach dem Friedensvertrag von Versailles wurde das deutsche Heer auf 100.000 Mann reduziert und die Kaserne ab 1919 zwischenzeitlich als ziviles Wohnobjekt genutzt. Es entstanden 47 komfortable Wohnungen mit 155 bis 177 m² Wohnfläche. Das Stabsgebäude wurde bis zum Jahr 1926 als Polizeiwehr der späteren Ortspolizei als Unterkunft verwendet.
1934 wurde der Gebäudekomplex erneut durch das I. und II. Bataillon des 14. (Badischen) Infanterie-Regiments militärisch genutzt. Zwischen den Jahren 1941 und 1944 war das Landsturm-Bataillon dort untergebracht. Ab dem Jahr 1944 diente es als Reservelazarett.
Nach Kriegsende im Jahr 1945 waren in der Kaserne das 12. Kürassierregiment und das 24. Chasseur-Regiment (service des materiels) der französischen Armee sowie ehemalige polnische Zwangsarbeiter und Kriegsgefangene auf dem Kasernengelände untergebracht. 1978 zogen die französischen Streitkräfte aus dieser Kaserne ab.

## Zivile Nutzung
Zivile Nutzung der Kaserne begann parallel zu der militärischen – das Lazarett wurde nach dem Bau des großen Lazaretts an der Loretto-Kaserne 1921 aufgelöst und wird seit 1922 vom Finanzamt genutzt. Im Jahr 1980 wurde das ehemalige Stabsgebäude Schellingstraße 6 durch das Wohnprojekt Schellingstraße besetzt, um auf die angespannte Lage am Wohnungsmarkt Ende der 70er Jahre aufmerksam zu machen. Ab 1981 diente das Mannschaftsgebäude für Asylbewerber und ab dem 28. Juli 1989 auch Übersiedlern aus der DDR als Unterkunft. Nebengebäude wurden in dieser Zeit von verschiedenen Organisationen oder Behörden genutzt (u. a. in dem ehemaligen Verwaltungsgebäude befand sich das später aufgelöste Zollamt Tübingen). 
Seit 1999 steht die Kaserne unter Denkmalschutz als „würdige Architektur, die ihre Grundlagen … im oberitalienischen Palastbau des Quattrocento findet“, aber ihre Zweckbestimmung „durch die der Festungsarchitektur entnommene Traufgestaltung mit Konsolfries und Zinnenschmuck“ verrät. Im Jahr 2002 erfolgte ein Umbau und die Sanierung des ehemaligen Mannschaftsgebäudes, sowie der Nebengebäude. Das ehemalige Stabsgebäude der Thiepval-Kaserne wurde im Jahr 2004 saniert und von der Denkmalstiftung Baden-Württemberg zum „Denkmal des Monats Oktober 2006“ ernannt.
Seitdem wird das Hauptgebäude gemischt genutzt: hier befinden sich sowohl private Wohnungen als auch Besucher-Zentrum des Finanzamtes Tübingen. In den Nebengebäuden sind das Technische Hilfswerk, die Johanniter-Unfall-Hilfe e. V., ein Physiotherapie-Zentrum, eine Außenstelle des Rechnungshof Baden-Württemberg untergebracht. Unter dem Vorplatz, dem früheren Exerzierplatz ist eine Tiefgarage, er selbst wurde zwar umgestaltet, blieb aber unbebaut und kann für Veranstaltungen genutzt werden. 

## Gedenktafel

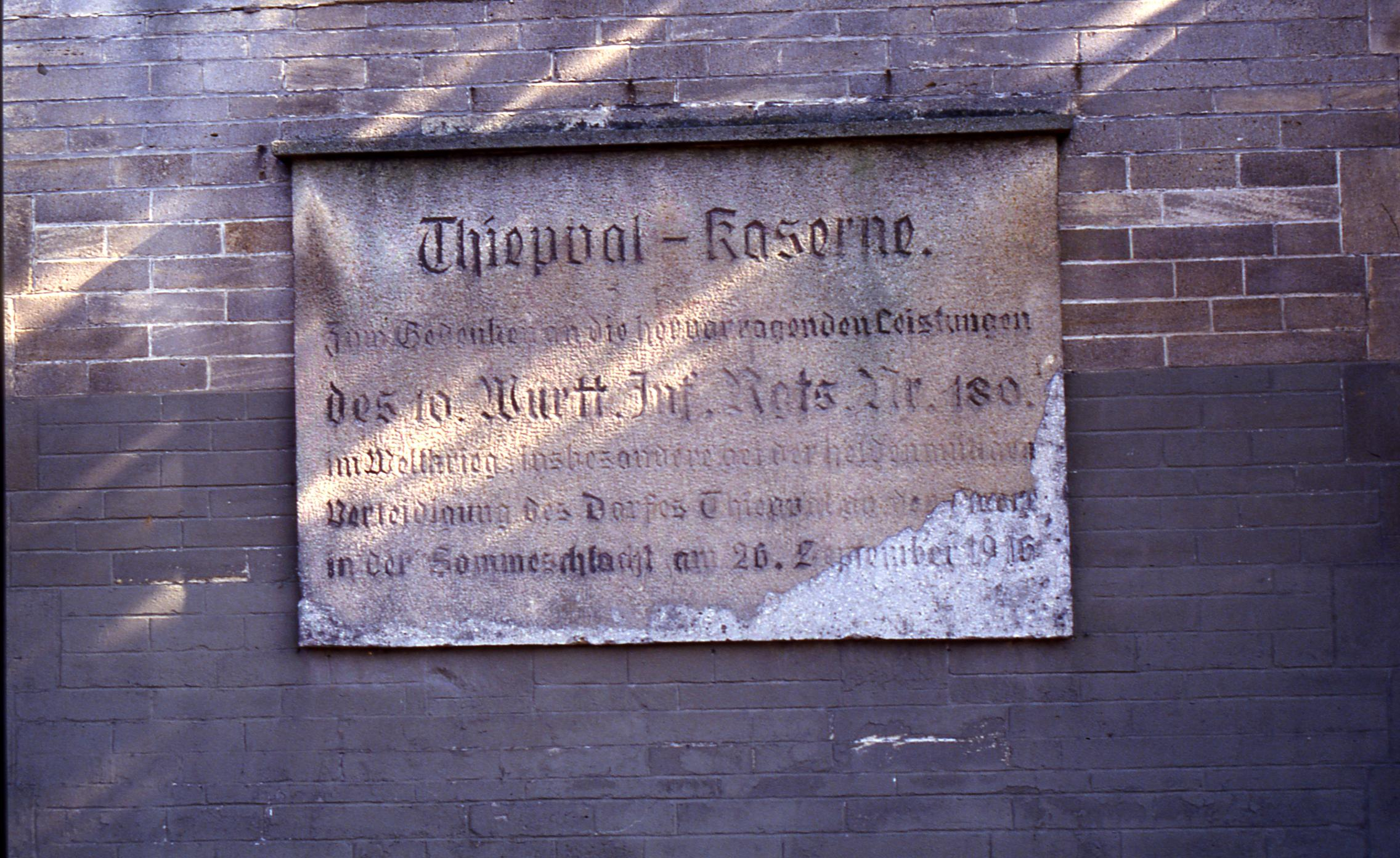
Die Gedenktafel an der Thiepval-Kaserne (Aufnahme aus dem Jahr 1986)

An alten Mauerresten in der Hegelstraße befindet sich eine steinerne Gedenktafel, die zu Ehren des 10. Württembergische Infanterie-Regiment Nr. 180 für Verdienste während der namengebenden Schlacht von Thiepval dort angebracht wurde. Die Inschrift lautet:
Thiepval-Kaserne

Zum Gedenken an die hervorragenden Leistungen

des 10. Württ. Inf. Rgts. Nr. 180.

im Weltkrieg. Insbesondere bei der heldenmutigen

Verteidigung des Dorfes Thiepval ob der Ancre

in der Sommeschlacht am 26. September 1916
Die Gedenktafel ist heute stark verwittert, kaum noch lesbar und von Efeu überwachsen.